# Doggo Defile
Doggo Defile är en dal i Antarktis. Den ligger i Västantarktis. Argentina, Chile och Storbritannien gör anspråk på området.